# رئيس مجلس الوزراء (مصر)
رئيس مجلس الوزراء في مصر حسب الدستور المصري الحالي هو الشخصية المكلفة من رئيس الجمهورية بتشكيل الحكومة وعرض برنامجه على مجلس النواب، فإذا لم تحصل حكومته على ثقة أغلبية أعضاء مجلس النواب خلال ثلاثين يوماً على الأكثر، يكلف رئيس الجمهورية رئيسا لمجلس الوزراء بترشيح من الحزب أو الائتلاف الحائز على أكثرية مقاعد مجلس النواب، فإذا لم تحصل حكومته على ثقة أغلبية أعضاء مجلس النواب خلال ثلاثين يوماً، عُدّ المجلس منحلاً ويدعو رئيس الجمهورية لانتخاب مجلس نواب جديد خلال ستين يوماً من تاريخ صدور قرار الحل. وفي جميع الأحوال يجب ألا يزيد مجموع مدد الاختيار المنصوص عليها في هذه المادة على ستين يوماً. وفي حالة حل مجلس النواب، يعرض رئيس مجلس الوزراء تشكيل حكومته، وبرنامجها على مجلس النواب الجديد في أول اجتماع له. في حال اختيار الحكومة من الحزب أو الائتلاف الحائز على أكثرية مقاعد مجلس النواب، ولرئيس الجمهورية بالتشاور مع رئيس مجلس الوزراء، اختيار وزراء الدفاع والداخلية والخارجية والعدل.

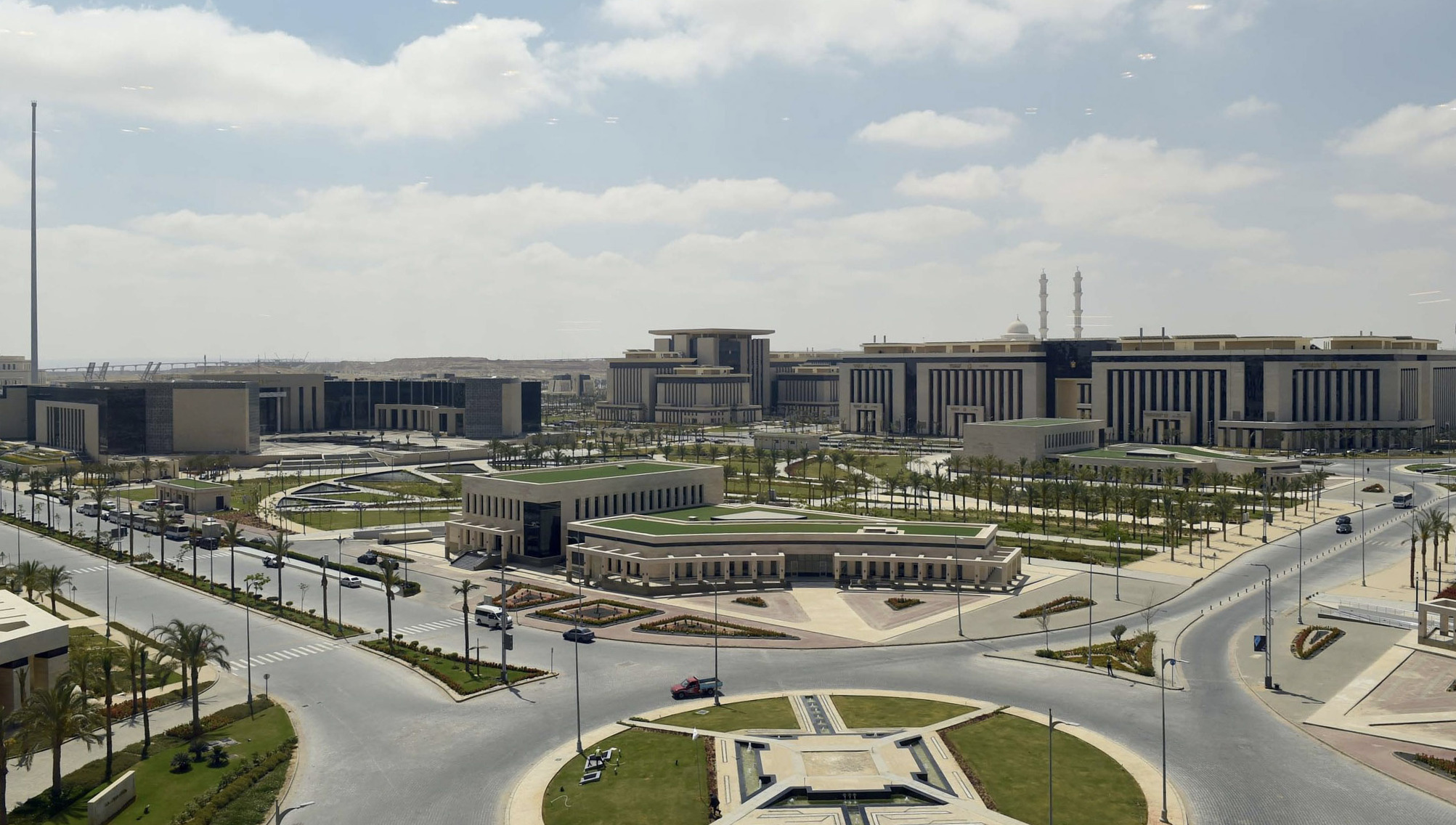
مقر رئاسة مجلس الوزراء بالحي الحكومي في العاصمة الإدارية الجديدة (أقصى اليسار)

منذ أواخر السبعينيات حظيت مصر بعدد من الحكومات المتعاقبة ذات فترات ولاية قصيرة ومنذ 1981 حافظ الحزب الوطني الديمقراطي على أغلبيته في البرلمان المصري وتبعا فرض سيطرته على تشكيل الحكومة حتى أحداث 25 يناير 2011.

## المهام
يقوم رئيس بمجس الوزراء بما يلي:
- توجيه وتنسيق ومتابعة أعمال الوزارات والإدارات المختلفة، فضلا عن المنظمات والمؤسسات العامة.
- إصدار القرارات الإدارية والتنفيذية وفقا للقوانين والمراسيم والإشراف على تنفيذها.
- إعداد مشاريع القوانين والمراسيم.
- إعداد مشروع الموازنة العامة للدولة.
- إعداد مشروع الخطة العامة للدولة.
- المقاولات ومنح القروض وفقا لقواعد الدستور.
- الإشراف على تنفيذ القانون، والحفاظ على أمن الدولة وحماية حقوق المواطنين ومصالح الدولة.
- وضع السياسة العامة للدولة بالتعاون مع رئيس الجمهورية والإشراف على تنفيذها وفقا للقوانين والقرارات الجمهورية.
- توجيه وتنسيق ومتابعة أعمال الوزارات والإدارات المختلفة، فضلا عن المنظمات والمؤسسات العامة.
- إصدار القرارات الإدارية والتنفيذية وفقا للقوانين والقرارات والإشراف على تنفيذها.
- إعداد مشاريع القوانين والمراسيم.
- إعداد مشروع الموازنة العامة للدولة.
- إعداد مشروع الخطة العامة للدولة.
- عقد القروض ومنحها وفقا لقواعد الدستور.
- الإشراف على تنفيذ القانون، والحفاظ على أمن الدولة وحماية حقوق المواطنين ومصالح الدولة.

## الجهات التابعة

### الأمانة العامة لمجلس الوزراء
ضم إليها جهاز المتابعة والرقابة.

#### الأمين العام
- أسامة أحمد سعد خروبة (الحالي).[3]
- عاطف عبد الفتاح عيداروس.[4]
- عمرو عبد المنعم إبراهيم.[5]
- محمد صفوت عبد الدايم.[6]
- صفوت النحاس.[7]
- أحمد رضوان جمعة منصور.[8]
- عادل محمود عبد الباقي.[9]
- أحمد صلاح الدين عفيفي.[10]

### الهيئات
- هيئة مستشاري مجلس الوزراء.[11]
- الهيئة العامة للتأمين الصحي الشامل.[12]:مرافق، م4
- الهيئة المصرية للشراء الموحد والإمداد والتموين الطبي وإدارة التكنولوجيا الطبية.[13]:مرافق، م2
- هيئة الدواء المصرية.[13]:مرافق، م14
- الهيئة القومية لضمان جودة التعليم والاعتماد.[14]:م1
- هيئة قناة السويس.[15][16][17]
- الهيئة العامة للمنطقة الاقتصادية لقناة السويس.[18][19][20]
- الهيئة العامة للمنطقة الاقتصادية للمثلث الذهبي.[21]
- هيئة تنمية الصعيد.[22]:م1
- هيئة الرقابة النووية والإشعاعية.[23]:ب2، م11

### الشركات
- العربية للصناعات الدوائية والمستحضرات الطبية (أكديما).[24][25][26]

### الصناديق
- صندوق تحيا مصر.[27][28][29]
- صندوق تطوير التعليم.[30]
- صندوق التنمية الحضرية.[31][32][33]
- صندوق مكافحة وعلاج الإدمان والتعاطي.[34][35][36]
- صندوق تكريم شهداء وضحايا ومفقودي ومصابي العمليات الحربية والإرهابية والأمنية وأسرهم.[37]
- صندوق الخدمات الطبية برئاسة مجلس الوزراء.[38]
- صندوق التعويض عن مخاطر المهن الطبية.[39]

### المراكز
- مركز المعلومات ودعم اتخاذ القرار.[40]
  - وحدة إدارة وتنفيذ مشروعات استكمال وربط قواعد البيانات القومية.[41]
- المركز الوطني لتخطيط استخدامات أراضي الدولة.[42]

### الأجهزة
- الجهاز المركزي للتنظيم والإدارة.[43][44]
- جهاز تنمية المشروعات المتوسطة والصغيرة ومتناهية الصغر (ضم اليه الصندوق الاجتماعي للتنمية).[45][46][47]
- جهاز حماية وتنمية البحيرات والثروة السمكية.[48]:ب2، م2
- جهاز حماية المستهلك.

### المجالس
- مجلس المحافظين.[49]:ب1، ف2، م5
- المجلس القومي لرعاية أسر الشهداء ومصابي الثورة.[50][51]
- المجلس القومي لشئون الإعاقة.[52]
- المجلس القومي لتنمية الموارد البشرية.[53]
- المجلس القومي للعدالة والمساواة.[54]
- المجلس الوطني للهيدروجين الأخضر ومشتقاته.[55]
- المجلس الوطني لتنظيم أعمال القياس والمعايرة (المترولوجيا).[56]
- المجلس الوطني للتغيرات المناخية.[57][58]
- المجلس الوطني للذكاء الإصطناعي (يتبع رئاسة مجلس الوزراء ويرأسه وزير الاتصالات وتكنولوجيا المعلومات).[59]
- المجلس الأعلى للضرائب.[60]
- المجلس الأعلى لصناعة السيارات.[61]
- المجلس الأعلى للتعاون.[62]
- المجلس الأعلى للموانئ.[63][64]
- المجلس الأعلى للتخطيط والتنمية العمرانية.[65][66][67]
- المجلس الأعلى للأمن السيبراني.[68]
- المجلس الأعلى للعلوم والتكنولوجيا.[69]
- المجلس الأعلى للطاقة.[70][71]
- المجلس الأعلى للمجتمع الرقمي.[72]
- المجلس التنسيقي بين السياسة النقدية للبنك المركزي والسياسة المالية للحكومة.[73]:م48
- مجلس أمناء هيئة دعم وتطوير الجامعات (الهيئة القومية للجامعات الأهلية والتكنولوجية سابقاً).[74]:م3[75]
- مجلس أمناء الوحدة المركزية لمراجعة وتبسيط الإجراءات لمبادرة إصلاح مناخ الأعمال في مصر (إرادة).[76]:م1

### اللجان
- اللجنة الوطنية التنسيقية للوقاية من الفساد ومكافحته.[77][78][79]
- اللجنة التنسيقية للخدمات.[80]
- لجنة الاستقرار المالي.[73]:م49
- لجنة التشاور ودراسة العلاقات البينية بين البنك المركزي ووزارة المالية.[73]:م51
- اللجنة العليا لشئون المشاركة.[81]
- اللجنة العليا لإدارة وتنفيذ مشروعات ربط واستكمال قواعد البيانات القومية.[82]
- اللجنة العليا لتنقية قواعد البيانات القومية.[83]
- اللجنة العليا للإصلاح التشريعي.[84][85]